# 向雄
向雄（3世紀—286年），字茂伯，河內山陽人，魏晉時期官員，彭城太守向韶之子。

## 生平
在曹魏任官時，曾任職郡主簿以及司隸校尉屬官都官從事。
王經作為上司曾經提拔他，後來王經因為捲入魏帝曹髦事件被處死，向雄為他哭喪而哀感市人。向雄後來又因為小罪入獄，司隸校尉鍾會從獄中闢向雄為都官從事。之後鍾會因謀反罪死於胡烈發動的兵亂之中，無人殯殮，向雄料理喪葬事宜。司馬昭召見向雄並責備他說：“王經去世，你在東市哭他，我不問罪。鍾會叛逆，你又安葬，我若寬容你，那還有王法嗎？”向雄說：“從前先王掩埋刑人的屍體，仁流朽骨，當時難道先占卜功過後才安葬嗎？現在法已施行，依法已完備。我因道義所感化而收葬他，道義上也沒有過錯。法立於上，敎弘於下，為什麼一定要讓我立身於違背生死常理呢？殿下把他的枯骨棄在荒野，作為將來的賢人的口實，不太可惜嗎？”司馬昭聽了很高興，並和他宴談後才讓他回去。
向雄擔任郡主簿時，曾遭到劉姓與吳姓太守無端施加刑罰。後來向雄升任至黃門侍郎時，侍中正好是當時的太守。起初向雄不與他們結交，晉武帝知道後，敕令向雄應恢復君臣的友好關係。向雄不得已，便拜見劉侍中然後說：“受了詔命，君臣之義已絕，如何？”便離去。晉武帝聽說後大怒，問向雄 ：“我令你恢復君臣友好關係，為何故意絕交？”向雄說：“古代的君子用禮義引薦，退人也依禮義；今之進人若加諸膝，退人若墜諸川。劉河內跟我已經不是敵人，萬幸了，怎能恢復君臣之好呢！”晉武帝聽後同意之。
泰始年間，升任至秦州刺史，讓他用紅色旗幟、曲蓋、鼓吹等儀仗，賜二十萬錢。
咸寧初年（275年），入朝擔任御史中丞，升任侍中，又出朝擔任徵虜將軍。
太康初年（286年），擔任河南尹，賜封爵位為關內侯。齊王司馬攸打算回到封國，向雄進諫說：“陛下子弟雖多，然有名望者少。齊王臥在京邑，所益實深，不可不思。”皇帝不採納。向雄極力進諫，違背聖旨，向雄徑自出宮，憤慨而死。

## 評價
- 《晉書》：茂伯篤終，哭王經以全節。休然追遠，理鄧艾以成名。故得義感明時，仁流枯骨。雖朱勃追論新息，欒布奏事彭王，弗之尚也。
- 《三國志·鍾會傳》裴註引《漢晉春秋》：習鑿齒曰：向伯茂可謂勇於蹈義也，哭王經而哀感市人，葬鍾會而義動明主，彼皆忠烈奮勁，知死而往，非存生也。況使經、會處世，或身在急難，而有不赴者乎？故尋其奉死之心，可以見事生之情，覽其忠貞之節，足以愧背義之士矣。王加禮而遣，可謂明達。

## 延伸阅读
[在维基数据编辑]
 《晉書/卷048》，出自房玄齡《晉書》